# Scenella
Scenella is een geslacht van uitgestorven fossiele ongewervelden dat over het algemeen als een weekdier wordt beschouwd. Op verschillende momenten is gesuggereerd dat dit geslacht behoort tot de gastropoda, de monoplacophora of de helcionelliden, hoewel er geen stevige associatie is vastgesteld met een van deze klassen. Een affiniteit met de hydrozoa (als een drijforgaan) is overwogen, hoewel sommige auteurs zich tegen deze hypothese verzetten. Een gastropodenaffiniteit wordt verdedigd op basis van zes paar interne spierlittekens, terwijl de serieel herhaalde aard van deze littekens voor andere auteurs een monoplacophora-affiniteit suggereert. Van de exemplaren die deze littekens vertonen, is echter niet overtuigend aangetoond dat ze behoren tot het geslacht Scenella. Een gelijkenis met Ovatoscutum uit het Ediacarium is ook verondersteld.

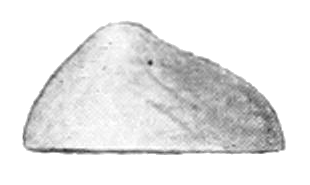
Scenella tenuistriata

## Beschrijving
De schaal van Scenella is langwerpig langs de voor-achterste as en bestaat uit concentrische ringen rond een conische centrale piek. Radiale en concentrische verruwingen bestaan bij sommige soorten. Sommige exemplaren worden bewaard als organische films, andere lijken te zijn gevuld met calciet. Ze worden meestal naar boven gericht, met hun lange assen consistent georiënteerd. Dit vertegenwoordigt waarschijnlijk hun meest stabiele positie onder hun depositiestroom. Zachte delen zijn nooit gerapporteerd in associatie met Scenella, wat suggereert dat de bewaarde fragmenten zich voor de begraving snel van het bijbehorende weefsel afscheiden.

## Fossiel voorkomen
Scenella leefde van het Cambrium tot het Ordovicium. De overblijfselen zijn gevonden in Antarctica, Azië, Europa en Noord-Amerika. Individuele fossielen komen veel voor in de Burgess Shale, waar ze vaak voorkomen in dichte aggregaties. Waar ze elkaar overlappen, vervormen de exemplaren door te draperen. Specimen zijn soms gebarsten of gescheurd, met marges die vaak worden beschadigd door vouwen of aftakeling. Er zijn 1206 exemplaren van Scenella bekend uit de Greater Phyllopod-bedding, waar ze 2,29 procent van de gemeenschap uitmaken.

## Taxonomie
Scenella is het enige geslacht in de familie Scenellidae. Deze familie heeft geen subfamilies en Scenella is het typegeslacht van de familie Scenellidae. De taxonomie van de Gastropoda door Bouchet & Rocroi in 2005 categoriseert Scenellidae in de superfamilie Scenelloidea binnen de paleolische weekdieren van onzekere systematische positie.

## Soorten
| Soorten                 | Autoriteit                                       | Bereik                                         |
| ----------------------- | ------------------------------------------------ | ---------------------------------------------- |
| Scenella affinis        | Ulrich & Scofield, 1897                          |                                                |
| Scenella amii           | (Matthew, 1902) Babcock & Robinson 1988          | Burgess Shale (Midden-Cambrium, Burgess Shale) |
| Scenella anomala        | (Billings, 1865) Wagner 2008                     |                                                |
| Scenella augusta        | (Billings, 1865) Wagner 2008                     |                                                |
| Scenella barrandei      | (Linnarsson, 1879) (Bergerg-Madsen & Peel, 1986) |                                                |
| Scenella beloitensis    | Ulrich & Scofield (1897)                         |                                                |
| Scenella clotho         | Walcott, 1936                                    |                                                |
| Scenella compressa      | Ulrich & Scofield (1897)                         |                                                |
| Scenella conica         | Whiteaves, 1884                                  |                                                |
| Scenella conula         | (Walcott, 1884)                                  |                                                |
| Scenella conicum        | (Whitfield, 1886) Ulrich & Scofield (1897)       |                                                |
| Scenella hujingtanensis | Yu, 1979                                         |                                                |
| Scenella magnifica      | Ulrich & Scofield (1897)                         |                                                |
| S.? mira                | Vasil’yeva, 1994                                 |                                                |
| Scenella montrealensis  | Billings (1865)                                  |                                                |
| Scenella obtusa         | (Sardeson, 1892) Ulrich & Scofield (1897)        |                                                |
| Scenella orithyia       | (Billings, 1865) Ulrich & Scofield (1897)        |                                                |
| Scenella pretensa       | Raymond, 1905                                    |                                                |
| Scenella radialis       | Ulrich & Scofield (1897)                         |                                                |
| Scenella radians        | Babcock & Robinson                               |                                                |
| Scenella radiata        | Yu, 1979                                         |                                                |
| Scenella reticulata     | (Billings, 1872) (type) Image                    |                                                |
| Scenella retusa         | (Ford, 1873)                                     |                                                |
| Scenella unicarinata    | (Kobayashi, 1934) Wagner 2008                    |                                                |
| Scenella varians        | Walcott 1908                                     |                                                |
| Scenella venillia       | (Billings, 1865) Wagner 2008                     |                                                |
| Scenella tenuistriata   | Frederick Chapman, 1911                          | Midden-Cambrium                                |